# Xabier Larena Martínez
Xabier Larena Martínez (Santurtzi, 30 d'octubre de 1945) fou un polític i lluitador antifranquista basc, antic membre d'ETA.

## Biografia
Estudià ciències econòmiques i ingressà a ETA. El 6 de març 1969 fou detingut per la policia franquista i jutjat en el Procés de Burgos de 1970, sota l'acusació d'haver participat en la mort de Melitón Manzanas, i en el qual fou condemnat a mort i a 30 anys de presó. Degut a la pressió internacional li fou commutada per cadena perpètua i fou enviat a complir la pena a Càceres. Li fou aplicada la Llei d'Amnistia Espanyola de 1977, però el 22 de maig d 1977 fou estranyat a Bèlgica amb estatut de refugiat polític, juntament amb Jokin Gorostidi, Mario Onaindía, Teo Uriarte i Unai Dorronsoro.
Quan va tornar el 23 de juliol de 1977 ingressà a Euskadiko Ezkerra, partit amb el qual fou regidor a l'ajuntament de Santurtzi el 1981. També ha treballat com a professor d'euskera. El 2000 renegà públicament del seu passat a ETA amb Teo Uriarte, Mario Onaindía, José María Dorronsoro i Javier Izko de la Iglesia.